# یانگیلبای
یانگیلبای (به لاتین: Yangylbay) یک منطقهٔ مسکونی در روسیه است که در شهرستان بابایورتوفسکی واقع شده‌است.